# Ammophila karenae
Ammophila karenae är en biart som beskrevs av Menke 1964. Ammophila karenae ingår i släktet Ammophila och familjen grävsteklar. Inga underarter finns listade i Catalogue of Life.